# Wolfsquinte
Unter einer Wolfsquinte versteht man eine Quinte, die gegenüber der reinen Quinte stark „verstimmt“ ist. Sie tritt bei Stimmungen auf, die vor unserer heute verwendeten gleichstufigen Stimmung verwendet wurden. In der gleichstufigen Stimmung sind 12 Quinten identisch mit 7 Oktaven und der Quintenzirkel As-Es-B-F-C-G-D-A-E-H-Fis-Cis-Gis ergibt zwei gleiche Töne As=Gis.
Bei der pythagoreischen Stimmung sind 12 Quinten im Vergleich zu 7 Oktaven etwas zu groß, in der mitteltönigen Stimmung etwas zu klein. Bei Tasteninstrumenten mit 12 Tönen pro Oktave erklingen deshalb nur 11 Quinten im Quintenzirkel pythagoreisch rein und mitteltönig fast rein, die zwölfte Quinte ist eine Wolfsquinte.

## Pythagoreische Wolfsquinte
Im Früh- und Hochmittelalter verwendete man in den Kirchentonarten nur die Töne A H C D E F G, wobei die Änderung von H in B erlaubt war. Gestimmt wurden die Töne mit reinen Quinten B-F-C-G-D-A-E-H (oktaviert). Da es noch keinen einheitlichen Kammerton gab, musste man beim Musizieren mit mehreren Instrumenten oft transponieren. Dadurch veränderte sich die Lage der Halbtöne. Man schob deshalb bei Tasteninstrumenten zwischen den Ganztönen noch die Töne Cis, Es, Fis und Gis ein und erweiterte dadurch die Anzahl der Töne einer Oktave auf 12 und erhielt dadurch die pythagoreische Stimmung. Der Quintenzirkel (As-)Es-B-F-C-G-D-A-E-H-Fis-Cis-Gis ging aber nicht auf. Setzte man enharmonisch verwechselt As und Gis gleich, so war die Quinte As-Es eigentlich die verminderte Sexte Gis-Es, die sich von der reinen Quinte um das pythagoreische Komma unterscheidet. Diese „Quinte“ Gis-Es war unbrauchbar und man nannte sie Wolfsquinte, denn „sie heult wie ein Wolf“.
Die Zahlenwerte in der folgenden Tastatur geben den Abstand zu C in Cent an.
Das Gis ist in der pythagoreischen Stimmung um ein pythagoreisches Komma höher als das As.
Anhören:
Zuerst As, dann Gis: 
Kein großer Unterschied. Aber im Zusammenklang ergibt sich eine deutliche Unterscheidung:
As Es erklingt als reine Quinte: 
Der „Wolf“ Gis Es erklingt dagegen als Missklang mit deutlichen Schwebungen: 
Rechnung: Gis und As unterscheiden sich in der pythagoreischen Stimmung um das pythagoreische Komma = 12 Quinten - 7 Oktaven.
- Intervall As Gis = 12 Quinten - 7 Oktaven = pythagoreisches Komma. Mit der Additionsregel xy+yz=xz für Intervalle folgt:
- pythagoreische Wolfsquinte: Intervall Gis Es = Gis As + As Es = - pythagoreisches Komma + Reine Quinte = -23,5 Cent + 702,0 Cent = 678,5 Cent.
- Zweite Rechnung: pythagoreische Wolfsquinte = 7 Oktaven - 11 Reine Quinten = 678,5 Cent
- Zum Vergleich: Größe der reinen Quinte: 702 Cent.

## Mitteltönige Wolfsquinte
In der Renaissance, im Barock und vielfach auch in späterer Zeit (bis in das 19. Jahrhundert) wurde mitteltönig musiziert. Die Quinten im Quintenzirkel Es-B-F-C-G-D-A-E-H-Fis-Cis-Gis wurden nun so gestimmt, dass vier Quinten - zum Beispiel C-G-D-A-E - oktaviert eine reine große Terz - zum Beispiel C-E - mit dem Frequenzverhältnis 5/4 ergaben. Die reinen Quinten wurden deshalb um ein 1/4-syntonisches Komma vermindert. Hier geht der Quintenzirkel (As-)Es-B-F-C-G-D-A-E-H-Fis-Cis-Gis wie bei der pythagoreischen Stimmung ebenfalls nicht auf. Setzte man enharmonisch verwechselt As und Gis gleich, so ist die Quinte As-Es - eigentlich die verminderte Sexte Gis-Es - noch weniger brauchbar und wird ebenfalls Wolfsquinte genannt.
Die mitteltönige Wolfsquinte: 
Rechnung: Gis und As unterscheiden sich in der mitteltönigen Stimmung um die kleine Diësis.
- Kleine Diesis = -12 mitteltönige Quinten + 7 Oktaven = - 12 (Quinten - 1/4 Syntonisches Komma) + 7 Oktaven = 41,06 Cent.
- Intervall Gis As = kleine Diesis. Mit der Additionsregel xy+yz=xz für Intervalle folgt:
- mitteltönige Wolfsquinte: Intervall Gis Es = Gis As + As Es = kleine Diesis + mitteltönige Quinte = 41,06 Cent + 696,58 Cent  = 737,64 Cent.
- Zweite Rechnung: mitteltönige Wolfsquinte = 7 Oktaven - 11 mitteltönige Quinten = 737,64 Cent
- Zum Vergleich: Größe der reinen Quinte: 702 Cent.